# Мубарек-шах
Мубарек-шах (ум. 1276) — четвёртый хан Чагатайского улуса (формально 1252—1260); сын Хара-Хулагу, правнук Чагатая, праправнук Чингис-хана.

## Биография
По смерти Хара-Хулагу в 1252 году его вдова Эргэнэ-хатун стала править страной, её соправителем считался малолетний сын Мубарек-шах.
В 1261 году Эргене-хатун была смещена и власть перешла к Алгу, после смерти которого в апреле 1265 года к власти пришёл Мубарек-шах.
В сентябре 1265 года к власти пришёл чагатаид Борак-хан, который завоевал лояльность среди окружения Мубарека и изгнал его в том же году. Позже Мубарек-шах поддержал Хайду против Борака в 1271 году, но вскоре перешел на сторону другого врага Хайду, ильхана Абаки.
В Ильханате, Мубарек-шах был назначен вождём караунасов, он умер естественной смертью в Персии 1276 году.